# Пашков Геннадій Петрович
Геннадій Петрович Пашков (біл. Генадзь Пятровіч Пашкоў; нар. 23 березня 1948, с. Липовичі, Чашницький район, Вітебська область, БРСР) — білоруський поет, перекладач, публіцист.

## Біографія
Народився в селі Липовичі Чашницького району Вітебської області у родині службовців Петра Трохимовича та Марії Харитонівни Пашкових. У 1953 році разом з батьками переїхав до Сморгонського району Гродненської області.
Після закінчення Войстомської середньої школи в 1966 році вступив на факультет журналістики Білоруського державного університету. У 1971–1972 роках працював редактором літературно-драматичних передач для дітей та юнацтва на Білоруському радіо. З 1972 року в журналі «Полымя» — завідувач редакції, потім відповідальний секретар, з 1979 року — заступник головного редактора. З 1989 року був також консультантом гуманітарного відділу в апараті ЦК КПБ, працював заступником головного редактора журналу «Театральна Білорусь», редагував «центральну газету». З лютого 1996 року до 2008 року — директор видавництва "Білоруська енциклопедія» імені Петруся Бровки. З 2008 року по 2016 рік — перший секретар Спілки письменників Білорусі.
Член Спілки письменників БРСР з 1977 року. З 1996 року — член-кореспондент Міжнародної Слов'янської Академії наук, освіти, мистецтва і культури.

## Творчість
Друкується з 1967 року. Видав збірник поезії "Кленовик" (1975), "Дистанція небезпеки" (1979), "Гравюри доріг" (1981) "Землю слухаю" (1983), "Монолог на вогнищі" (1986), "Кроки" (1988), "Люблю, сподіваюся, живу" (1990), "Журавлинний острів" (1998), "Твоїм світлом благословенний" (2006). Вийшла збірка поезії для дітей "Дівчинка з блакитним м'ячиком» (1986), «Птах» (1991), "Зоряне поле" (1999), книги нарисів "Будень як свято" (1977), "Поліські мандрівники» (1998). Є одним з авторів документального фільму "Я землю люблю так...".

## Нагороди
- премія Ленінського комсомолу Білоруської РСР (1986) — за поетичні збірки "Червоний жайворонок" і "Дистанція небезпеки",
- Державна премія Республіки Білорусь у галузі літератури, мистецтва та архітектури (1998, у співавторстві) — за лірико-документальну повість «Поліські мандрівники»,
- Заслужений діяч культури Республіки Білорусь (2013)[1].